# 충족이유율
충족이유율(充足理由律)은 '어떤 사실에 대해 "왜"라고 묻는다면 반드시 "왜냐하면"이라는 형태의 설명이 있을 것이다'라는 원리이다.

## 같이 보기
- 인과관계
- 결정주의 제도
- 식별불가능자 동일성 원리
- 필요충분조건